# Sussex Carol
Sussex Carol oder nach seinem Anfangsvers: On Christmas Night all Christians sing (Am Weihnachtsabend singen alle Christen) ist ein englisches Carol (Weihnachtslied). Es stammt wahrscheinlich aus Sussex.
Es wurde unter anderem von Ralph Vaughan Williams (1871–1958), David Willcocks, Philip Ledger und Bob Chilcott vertont bzw. arrangiert.

## Text
| Englisch (hymnsandcarolsofchristmas.com) | Übersetzung |
| --- | --- |
| 1. On Christmas night all Christians sing To hear the news the angels bring On Christmas night all Christians sing To hear the news the angels bring Chorus: News of great joy news of great mirth News of our merciful King’s birth When from our sin he set us free All for to gain our liberty? 2. Then why should men on earth be so sad Since our Redeemer made us glad Then why should men on earth be so sad Since our Redeemer made us glad Chorus 3. When sin departs before his grace Then life and health come in its place When in its place, angels and men with joy may sing All for to see the new born King Chorus 4. All out of darkness we have light Which made the angels sing this night Glory to God and peace to men Now and forever more, Amen. | Am Weihnachtsabend singen alle Christen, um die Neuigkeiten zu hören, die die Engel bringen. Am Weihnachtsabend singen alle Christen, um die Neuigkeiten zu hören, die die Engel bringen. […] |

## Videos
- Klangbeispiele: a (David Willcocks; King’s College Cambridge); b (David Willcocks; Coro Musicanova); King's College Cambridge (Arr. Philip Ledger); d (BYU Concert Choir – Arr. Chilcott); e (Ralph Vaughan Williams)

## Alternativnamen
Sussex Carol; The Sussex Carol; On Christmas Night; On Christmas Night All Christians Sing